# 거저리
거저리(학명: Neatus picipes)는 거저리상과 거저리과에 속하는 곤충이다.